# Tupolev Tu-70
Tupolev Tu-70 (Tên mã NATO: Cart) là một biến thể chở khách của loại máy bay ném bom Tu-4.

## Tính năng kỹ chiến thuật
Dữ liệu lấy từ Gunston, Tupolev Aircraft since 1922
Đặc điểm tổng quát
- Kíp lái: 6
- Sức chứa: Lên tới 72 hành khách
- Chiều dài: 35.4 m (116 ft 1¾ in)
- Sải cánh: 44.25 m (145 ft 2⅛ in)
- Chiều cao:  ()
- Diện tích cánh: 166.1 m² (1,788 ft²)
- Trọng lượng rỗng: 38.290 kg (84.414 lb)
- Trọng lượng có tải: 51.400 kg (113.316 lb)
- Trọng lượng cất cánh tối đa: 60.000 kg (132.275 lb)
- Động cơ: 4 × Shvetsov ASh-73TK, 1.800 kW (2.400 hp)  mỗi chiếc

 Hiệu suất bay 
- Vận tốc cực đại: 568 km/h (307 kn, 353 mph)
- Tầm bay: 4.900 km (2.646 nmi, 3.045 mi)
- Trần bay: 11.000 m (36.090 ft)
- Tải trên cánh: 361 kg/m² (74 lb/ft²)
- Công suất/trọng lượng: 120 W/kg (0,070 hp/lb)